# 秋田犬保存会
公益社団法人秋田犬保存会（あきたいぬほぞんかい）は、天然記念物である秋田犬の保護や繁殖などを目的とする公益社団法人。通称秋保（あきほ）。英語名はAkita Inu Preservation Society (AIPS)。2022年8月に関連会社である株式会社Meta Akita（メタアキタ）が設立。Web3技術を用いることで世界的な秋田犬デジタルコミュニティの創造にも積極的に取り組んでいる。株式会社Meta Akitaは秋田県で初めて2022年10月に秋田犬NFTを発行。同年12月には琉球アスティーダと戦略的パートナーシップを締結し、プロチームによる日本初の全ホームゲーム観戦無料NFTを発表した。
また、2023年2月には、秋田県で初めてふるさと納税の返礼品にNFTの導入を発表。秋田県大館市への寄付により秋田犬NFTを受け取ることができるようになった。

## 組織

### 目的
天然記念物秋田犬の保護(種の保存)繁殖ならびにその本質に基づく体形の固定化、諸要素の向上を図り、日本の秋田犬による文化の発展に寄与するとともに世界の犬種として海外に発展せしむるをもって目的とする。

### 事業
1. 種の保存のための展覧会等の開催
2. 秋田犬に関する普及・啓発
3. 秋田犬に関する審査員の人材育成
4. 秋田犬に関する犬籍、犬舎号の登録及び血統書の発行
5. 各種物品の販売事業
6. 会員の研修及び募集
7. その他本会の目的を達成するために必要な事業

### 支部
国内51支部と、東北北海道、関東、関東中央、東海北陸、関西、中国四国、中国瀬戸内、九州の8か所に総支部が置かれている。また海外では米国、台湾、イタリア、中国、ロシア、ウクライナに支部がある。

## 歴史
秋田犬をめぐっては明治後期からの闘犬熱の高まりによって強犬作出の風潮が強くなり、土佐犬など他犬種との交配により純粋な秋田犬が絶滅の危機に瀕していた。秋田犬保存会は1927年（昭和2年）に設立され、1954年（昭和29年）に秋田犬保存協会と一本化されて現行組織が誕生した。

### 設立と活動
秋田犬保存会
1927年（昭和2年）5月に当時の秋田県北秋田郡大館町長である泉茂家によって秋田犬保存会が設立された。1931年（昭和6年）に国内犬種で初の天然記念物指定を受けると、1934年（昭和9年）頃から犬籍登録を実施。1938年（昭和13年）には秋田犬標準を制定した。
秋田犬保存協会
1936年（昭和11年）に秋田県全体の組織として「秋田犬保存協会」が設立され、秋田県知事の児玉政介が会長に就任した。
太平洋戦争中は軍用犬として国内で唯一認可されていたシェパードと交配することで血を繋ぐが、保存してきた秋田犬の血統からは大いに退行してしまった。戦後、残った少数の秋田犬を元に血統を回復する活動を再開。秋田犬保存会は1947年（昭和22年）から展覧会を再開し、1949年（昭和24年）からは会報「秋田犬」の発行を開始した。

### 公益社団法人
秋田犬保存会は1953年（昭和28年）5月に社団法人組織に移行。さらに1954年（昭和29年）に秋田犬保存会と秋田犬保存協会が一本化され現行組織が誕生した。以後、全国に支部を増やし、さらに海外支部を設立するなど、幅広く活動している。2015年（平成27年）5月からは公益社団法人に移行した。

## 展覧会
年1、2回の支部展、春季、秋季の年2回の総支部展、本部展が行われ、体高、毛色、骨格など約70の評価項目に基づいて、個体審査と比較審査が行われる。春季本部展は毎年5月3日に本部を置く秋田県大館市の桂城公園で行われ、全国各地から200頭近い秋田犬が集まり、日本一を競い合う。なお、桂城公園と秋田犬会館は国道7号をはさんで隣接しており、橋でつながっている。一般の見学は自由である。

### 出陳資格
秋田犬保存会の会員かつ登録犬であること。参加には事前の申し込みが必要である。

### 出陳区分
出陳区分は性別ごと、4部門（本部展では6部門）に分かれる。
- 幼犬の部：6か月以上 - 10か月未満 （本部展は(A)8か月以上・(B)8か月未満）
- 若犬の部：10か月以上 - 18か月未満
- 壮犬の部：18か月以上 - 30か月未満
- 成犬の部：30か月以上 - （本部展は(A)48か月以上・(B)48か月未満）

## 秋田犬会館

### 施設
1977年（昭和52年）、保存会創立50周年を記念して本部展の行われる桂城公園近くに設立された。1階が本部事務所・グッズ販売、2階が会議室で、3階が秋田犬博物室になっており、これは国内の犬種団体で唯一の博物室である。骨格標本、工芸作品、パノラマ展示等、秋田犬に関する幅広いジャンルの資料を展示している。また、日中展示で館外にある犬舎には保存会会員の犬がおり、実物の秋田犬に会える場となっている。
- 開館：9:00 - 16:00（8月13日の午後、年末年始は休館）
- 料金：大人200円、小人100円（30名以上は団体割引有り）

### アクセス
- バス・大館市役所前・風呂屋町バス停から徒歩5 - 8分
  - 路線バス（秋北バス）
  - 循環バス「ハチ公」号（秋北バス）
- 鉄道（東日本旅客鉄道）
  - 大館駅から路線バス、循環バス「ハチ公号」で大館市役所前下車
  - 東大館駅から徒歩15分
- 飛行機
  - 大館能代空港からリムジンバス（秋北タクシー）で大館市役所前（降車）/風呂屋町（乗車）